# Achille Huart Hamoir
Pour les articles homonymes, voir Huart et Hamoir (homonymie).
Achille Huart Hamoir, né à Mons le 10 mars 1841 et décédé à Saint-Gilles le 6 avril 1913, a été bourgmestre de Schaerbeek de 1903 à 1909.
La commune de Schaerbeek a donné son nom à une avenue.